# Sport Club Dynamo Berlin 1959
La pagina raccoglie i dati riguardanti la Dinamo Berlino nelle competizioni ufficiali della stagione 1959.

## Stagione
Al termine della stagione 1959 la Dinamo Berlino conquistò il primo trofeo del suo palmarès, la Coppa della Germania Est, sconfiggendo il Wismut Karl-Marx-Stadt nella ripetizione della finale, avvenuta dopo che l'incontro precedente si era concluso sul risultato di parità. In campionato la Dinamo Berlino giunse al terzo posto.

## Rosa
| N. |                         | Ruolo | Calciatore          |
| -- | ----------------------- | ----- | ------------------- |
|    | Germania Est (bandiera) | P     | Heinz Klemm         |
|    | Germania Est (bandiera) | P     | Willi Marquardt     |
|    | Germania Est (bandiera) | D     | Konrad Dorner       |
|    | Germania Est (bandiera) | D     | Werner Heine        |
|    | Germania Est (bandiera) | D     | Martin Skaba        |
|    | Germania Est (bandiera) | D     | Klaus Thiemann      |
|    | Germania Est (bandiera) | C     | Werner Basel        |
|    | Germania Est (bandiera) | C     | Christian Hofmann   |
|    | Germania Est (bandiera) | C     | Herbert Maschke     |
|    | Germania Est (bandiera) | C     | Waldemar Mühlbächer |

| N. |                         | Ruolo | Calciatore        |
| -- | ----------------------- | ----- | ----------------- |
|    | Germania Est (bandiera) | C     | Harry Nippert     |
|    | Germania Est (bandiera) | C     | Klaus Ringmann    |
|    | Germania Est (bandiera) | C     | Karl Schäffner    |
|    | Germania Est (bandiera) | A     | Hermann Bley      |
|    | Germania Est (bandiera) | A     | Lothar Jenett     |
|    | Germania Est (bandiera) | A     | Rolf Quest        |
|    | Germania Est (bandiera) | A     | Dieter Rebentisch |
|    | Germania Est (bandiera) | A     | Günter Schröter   |
|    | Germania Est (bandiera) | A     | Wolfgang Welebil  |

## Risultati

### Coppa della Germania Est
|  | Aufbau Magdeburgo | 3 – 3 (d.t.s.) | BFC Dynamo |  |

|  | Dinamo Berlino | 4 – 1 | Aufbau Magdeburgo |  |

|  | Einheit Greifswald | 2 – 5 | BFC Dynamo |  |

|  | Dinamo Berlino | 3 – 2 | Chemie Halle |  |

|  | Traktor Schwerin | 0 – 4 | BFC Dynamo |  |

|  | Dinamo Berlino | 5 – 2 | Motor Zwickau |  |

|  | Dinamo Berlino | 0 – 0 (d.t.s.) | Wismut Karl-Marx-Stadt |  |

|  | Dinamo Berlino | 3 – 2 | Wismut Karl-Marx-Stadt |  |

## Statistiche

### Statistiche di squadra
| Competizione | Punti | In casa | In casa | In casa | In casa | In casa | In casa | In trasferta | In trasferta | In trasferta | In trasferta | In trasferta | In trasferta | Totale | Totale | Totale | Totale | Totale | Totale | DR  |
| Competizione | Punti | G       | V       | N       | P       | Gf      | Gs      | G            | V            | N            | P            | Gf           | Gs           | G      | V      | N      | P      | Gf     | Gs     | DR  |
| ------------ | ----- | ------- | ------- | ------- | ------- | ------- | ------- | ------------ | ------------ | ------------ | ------------ | ------------ | ------------ | ------ | ------ | ------ | ------ | ------ | ------ | --- |
| Campionato   | 33    | 13      | 10      | 2       | 1       | 32      | 9       | 13           | 4            | 3            | 6            | 14           | 17           | 26     | 14     | 5      | 7      | 46     | 26     | +20 |
| FDGB Pokal   | -     | 4       | 3       | 1       | 0       | 11      | 6       | 4            | 3            | 1            | 0            | 16           | 6            | 8      | 6      | 2      | 0      | 27     | 12     | +15 |
| Totale       | -     | 17      | 13      | 3       | 1       | 43      | 15      | 17           | 7            | 4            | 6            | 30           | 23           | 36     | 28     | 5      | 3      | 115    | 70     | +45 |

### Statistiche dei giocatori
| Giocatore  | DDR-Oberliga | DDR-Oberliga |
| Giocatore  | Presenze     | Reti         |
| ---------- | ------------ | ------------ |
| Basel      | 22           | 2            |
| Bley       | 22           | 5            |
| Dorner     | 25           | ?            |
| Heine      | 23           | 1            |
| Hofmann    | 23           | 2            |
| Jenett     | 1            | ?            |
| Klemm      | 6            | ?            |
| Marquardt  | 22           | ?            |
| Maschke    | 26           | 2            |
| Mühlbächer | 22           | ?            |
| Nippert    | 12           | 1            |
| Quest      | 19           | 8            |
| Rebentisch | 1            | ?            |
| Ringmann   | 2            | ?            |
| Schäffner  | 10           | 3            |
| Schröter   | 26           | 13           |
| Skaba      | 26           | ?            |
| Thiemann   | 19           | 1            |
| Velebil    | 3            | 1            |